# Modo frígio
O modo frígio (pronuncia-se /ˈfrɪdʒiən/) pode referir-se a três diferentes modos musicais: o tónos ou harmonia da Grécia Antiga, às vezes chamado de frígio, formado por um conjunto específico de espécies de oitava ou escalas; o modo frígio medieval; e a concepção moderna do modo frígio como uma escala diatônica, baseada neste último.
A reprodução de áudio não é suportada no seu ''browser''. Você pode descarregar o ficheiro de áudio.

## Frígio na Grécia Antiga
A espécie de oitava (escala) subjacente ao tónos frígio da Grécia Antiga (em seu gênero diatônico) corresponde ao modo dórico medieval e moderno. A terminologia é baseada nos Elementos Harmônicos de Aristóxeno (ativo por volta de c. 335 a.C. ), discípulo de Aristóteles. O tónos ou harmonia frígia recebeu esse nome do antigo reino da Frígia, na Anatólia.
Na teoria musical grega, a harmonia com esse nome era baseada em um tónos, por sua vez baseado em uma escala ou espécie de oitava construída a partir de um tetracorde que, em seu gênero diatônico, consistia em uma série de intervalos ascendentes de um tom inteiro, seguido por um semitom, seguido por outro tom inteiro.
A reprodução de áudio não é suportada no seu ''browser''. Você pode descarregar o ficheiro de áudio.
No gênero cromático, essa estrutura é um terceira menor seguida por dois semitons:
A reprodução de áudio não é suportada no seu ''browser''. Você pode descarregar o ficheiro de áudio.
No gênero enarmônico, consiste em uma terça maior e dois quartos de tom:
A reprodução de áudio não é suportada no seu ''browser''. Você pode descarregar o ficheiro de áudio.
Uma espécie de oitava em gênero diatônico construída sobre Ré é aproximadamente equivalente a tocar todas as teclas brancas de um piano do Ré ao Ré seguinte:
A reprodução de áudio não é suportada no seu ''browser''. Você pode descarregar o ficheiro de áudio.
Essa escala, combinada com um conjunto de comportamentos melódicos característicos e os ethos associados, constituía a harmonia que recebeu o nome étnico "frígio", em referência aos "povos desenfreados e extáticos das regiões selvagens e montanhosas do planalto da Anatólia". Esse nome étnico também foi, de forma confusa, aplicado por teóricos como Cleônides a um dos treze níveis cromáticos de transposição, independentemente da estrutura intervalar da escala.
Desde a Renascença, os teóricos da música passaram a chamar essa mesma sequência (em uma escala diatônica) de modo dórico, devido a uma interpretação equivocada da terminologia grega (ela é diferente do modo chamado "dórico" pelos gregos).

## Modo frígio medieval
A primitiva Igreja Católica desenvolveu um sistema de oito modos musicais aos quais os estudiosos medievais deram nomes inspirados naqueles usados para descrever as antigas harmoniai gregas. O nome "frígio" foi atribuído ao terceiro desses oito modos eclesiásticos, o modo autêntico em mi, descrito como a oitava diatônica que se estende de mi até o mi uma oitava acima e dividida em si. Assim, inicia-se com um pentaacorde formado por semitom-tom-tom-tom, seguido por um tetracorde de semitom-tom-tom:
A reprodução de áudio não é suportada no seu ''browser''. Você pode descarregar o ficheiro de áudio.
O ambitus desse modo se estendia um tom abaixo, até o ré. O sexto grau, dó — que é o tenor do terceiro tom salmódico correspondente — era considerado por muitos teóricos como a nota mais importante depois da final (mi), embora o teórico do século XV Johannes Tinctoris tenha sugerido que o quarto grau, lá, poderia ser considerado mais importante.
A justaposição dos dois tetracordes, com o tom isolado na base da escala, produz o modo hipofrígico (abaixo do frígio):
A reprodução de áudio não é suportada no seu ''browser''. Você pode descarregar o ficheiro de áudio.

## Modo frígio moderno
Na música ocidental moderna (a partir do século XVIII), o modo frígio está relacionado à escala menor natural moderna, também conhecida como modo eólio, mas com o segundo grau da escala rebaixado em um semitom, formando assim uma segunda menor acima da tônica, em vez de uma segunda maior.
A reprodução de áudio não é suportada no seu ''browser''. Você pode descarregar o ficheiro de áudio.
A seguir, o modo frígio iniciado em mi, ou mi frígio, com os correspondentes graus tonais ilustrando como os modos maior e menor natural modernos podem ser alterados para formar o modo frígio:
| Modo:       | E | F  | G  | A | B | C  | D  | E |
| Modo maior: | 1 | ♭2 | ♭3 | 4 | 5 | ♭6 | ♭7 | 1 |
| Modo menor: | 1 | ♭2 | 3  | 4 | 5 | 6  | 7  | 1 |
Portanto, o modo frígio consiste em: tônica, segunda menor, terça menor, quarta justa, quinta justa, sexta menor, sétima menor e oitava. Alternativamente, pode ser descrito pelo seguinte padrão de intervalos:
semitom, tom, tom, tom, semitom, tom, tom
No jazz contemporâneo, o modo frígio é utilizado sobre acordes e sonoridades construídos a partir dele, como o acorde sus4(♭9) (veja acorde suspenso), que às vezes é chamado de acorde suspenso frígio. Por exemplo, um solista pode improvisar com o modo mi frígio sobre um acorde Esus4(♭9) (E–A–B–D–F).

### Escala frígia dominante
A escala frígia dominante é produzida ao se elevar o terceiro grau do modo:
| Modo:       | E | F  | G♯ | A | B | C  | D  | E |
| Modo maior: | 1 | ♭2 | 3  | 4 | 5 | ♭6 | ♭7 | 1 |
| Modo menor: | 1 | ♭2 | ♯3 | 4 | 5 | 6  | 7  | 1 |
A escala frígia dominante também é conhecida como escala cigana espanhola, pois se assemelha às escalas encontradas no flamenco e também aos ritmos dos berberes; é o quinto modo da escala menor harmônica. A música flamenca usa a escala frígia juntamente com uma escala modificada do maqām Ḥijāzī árabe (semelhante à frígia dominante, mas com um sexto grau maior),[carece de fontes?] além de uma configuração bimodal que utiliza tanto segundos e terceiros graus maiores quanto menores.

## Lista de escalas frígias modernas
| Tom maior          | Tom menor           | Armaduras de clave | Tônica        | Notas componentes            |
| ------------------ | ------------------- | ------------------ | ------------- | ---------------------------- |
| Dó sustenido maior | Lá sustenido menor  | 7♯                 | Mi sustenido  | Mi♯ Fá♯ Sol♯ Lá♯ Si♯ Dó♯ Ré♯ |
| Fá sustenido maior | Ré sustenido menor  | 6♯                 | Lá sustenido  | Lá♯ Si Dó♯ Ré♯ Mi♯ Fá♯ Sol♯  |
| Si maior           | Sol sustenido menor | 5♯                 | Ré sustenido  | Ré♯ Mi Fá♯ Sol♯ Lá♯ Si Dó♯   |
| Mi maior           | Dó sustenido menor  | 4♯                 | Sol sustenido | Sol♯ Lá Si Dó♯ Ré♯ Mi Fá♯    |
| Lá maior           | Fá sustenido menor  | 3♯                 | Dó sustenido  | Dó♯ Ré Mi Fá♯ Sol♯ Lá Si     |
| Ré maior           | Si menor            | 2♯                 | Fá sustenido  | Fá♯ Sol Lá Si Dó♯ Ré Mi      |
| Sol maior          | Mi menor            | 1♯                 | Si            | Si Dó Ré Mi Fá♯ Sol Lá       |
| Dó maior           | Lá menor            | –                  | Mi            | Mi Fá Sol Lá Si Dó Ré        |
| Fá maior           | Ré menor            | 1♭                 | Lá            | Lá Si♭ Dó Ré Mi Fá Sol       |
| Si bemol maior     | Sol menor           | 2♭                 | Ré            | Ré Mi♭ Fá Sol Lá Si♭ Dó      |
| Mi bemol maior     | Dó menor            | 3♭                 | Sol           | Sol Lá♭ Si♭ Dó Ré Mi♭ Fá     |
| Lá bemol maior     | Fá menor            | 4♭                 | Dó            | Dó Ré♭ Mi♭ Fá Sol Lá♭ Si♭    |
| Ré bemol maior     | Si bemol menor      | 5♭                 | Fá            | Fá Sol♭ Lá♭ Si♭ Dó Ré♭ Mi♭   |
| Sol bemol maior    | Mi bemol menor      | 6♭                 | Si♭           | Si♭ Dó♭ Ré♭ Mi♭ Fá Sol♭ Lá♭  |
| Dó bemol maior     | Lá bemol menor      | 7♭                 | Mi♭           | Mi♭ Fá♭ Sol♭ Lá♭ Si♭ Dó♭ Ré♭ |